# Loco Live
Loco Live è un live live della band punk Ramones, registrato durante un concerto in Spagna, a Barcellona.

## Tracce[1]
Tutte le canzoni sono state scritte dai Ramones eccetto ove indicato.
1. The Good, The Bad, The Ugly (Ennio Morricone)
2. Durango 95
3. Teenage Lobotomy
4. Psycho Therapy
5. Blitzkrieg Bop
6. Do You Remember Rock 'n' Roll Radio?
7. I Believe in Miracles (Dee Dee Ramone/Daniel Rey)
8. Gimme Gimme Shock Treatment
9. Rock 'n' Roll High School
10. I Wanna Be Sedated
11. The KKK Took My Baby Away
12. I Wanna Live (Dee Dee Ramone/Daniel Rey)
13. My Brain Is Hanging Upside Down (Bonzo Goes to Bitburg) (Dee Dee Ramone/Jean Beauvoir/Joey Ramone)
14. Too Tough To Die
15. Sheena Is a Punk Rocker
16. Rockaway Beach
17. Pet Sematary (Dee Dee Ramone/Daniel Rey)
18. Don't Bust My Chops
19. Palisades Park
20. Mama's Boy
21. Animal Boy
22. Wart Hog
23. Surfin' Bird (Al Frazier/Sonny Harris/Carl White/Turner Wilson)
24. Cretin Hop
25. I Don't Wanna Walk Around With You
26. Today Your Love, Tomorrow the World
27. Pinhead
28. Somebody Put Something in My Drink (Richie Ramone)
29. Beat on the Brat
30. Ignorance Is Bliss (Joey Ramone/Andy Shernoff)
31. I Just Want to Have Something to Do
32. Havana Affair
33. I Don't Wanna Go Down to the Basement

## Formazione
- Joey Ramone -  voce
- Johnny Ramone - chitarra
- C.J. Ramone - basso e voce
- Marky Ramone - batteria